# Mechanische Technologie
Mechanische Technologie ist ein Lehrfach an Technischen Hochschulen und umfasst die Verfahrenstechnik (Umwandlung von Rohstoffen in Halb- und Fertigprodukte), Materialbearbeitung und die zugehörigen Prüfverfahren. Das Fachgebiet etablierte sich als eigenständige Disziplin etwa um 1810. Heute ist an Universitäten diese althergebrachte Disziplin zumeist durch das neuere Vorlesungsfach Werkstofftechnik in einen größeren Zusammenhang eingebettet und besteht in dem neueren Vorlesungsfach inhaltlich fort.
Im engeren Sinn behandelt sie die Prozesse zur Bearbeitung, Umformung oder Verformung von Feststoffen und die Oberflächentechnik. Zu den Prüfverfahren zählen u. a.
- Prüfung von Feststoffen auf Materialfehler (Lunker, Haarrisse, Einschlüsse etc.)
- Mechanische Verfahren wie Biege-, Druck- und Zugversuche, Eindringprüfung,
- Zerstörungsfreie Prüfungen, z. B. mittels Vibration
- Schallverfahren wie Sonografie, Körperschall- und Ultraschallprüfung
- und spezielle elektrische Prüfmethoden.

## Gründer und bedeutende Hochschullehrer
- Otto Berndt (1857–1940), TH Darmstadt, Gründer der Prüfanstalt MPA
- Eduard Theodor Böttcher (1829–1893), Freiberg und Technikum Chemnitz
- Gustav Friedrich Herrmann (1836–1907), TH Aachen, Werkzeugmaschinenlabor WZL
- Julius Ambrosius Hülße (1850–1873), TH Dresden
- Karl Karmarsch (1803–1879), Wien, Gründer des Polytechnikums (später TH) Hannover
- Moritz Rühlmann (1811–1896), Chemnitz/Hannover, Autor der "technischen Mechanik"
- Adolf Slattenschek (1901–1979), TU Wien, Lehrbuchautor und Reorganisator der TVFA
- Helmar Weseslindtner (1940–2008), TU Wien, Industrielle Arbeitstechnik und CAM